# Messerschmitt Bf 110
Die Messerschmitt Bf 110 war ein zweimotoriger Ganzmetall-Tiefdecker des deutschen Flugzeugherstellers Bayerische Flugzeugwerke AG (BFW, ab 1938: Messerschmitt AG), der in die 1934 neugeschaffene Gattung der „Zerstörer“ eingestuft wurde. Der Typ war anfangs für zwei Besatzungsmitglieder ausgelegt, für verschiedene Anforderungen kam später eine dritte Person hinzu.
Der Erstflug erfolgte am 12. Mai 1936; mehrere Werke bauten von 1939 bis 1945 insgesamt 5760 Maschinen.

## Die Typbezeichnung

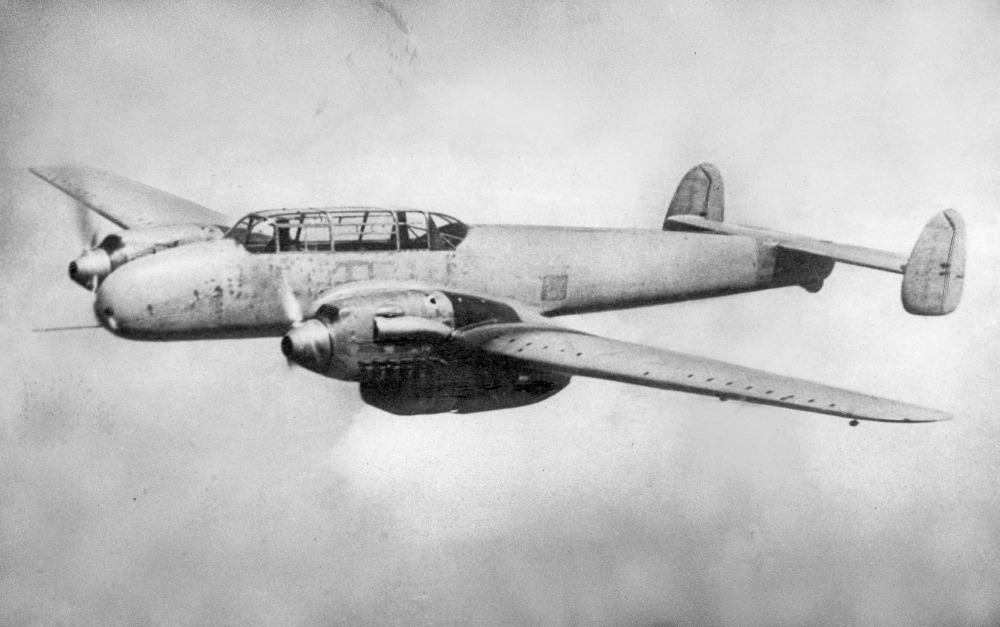
Messerschmitt Bf 110 V1

Die vom Reichsluftfahrtministerium (RLM) für den neuen Zerstörer vergebene laufende Nummer lautete 110. Entsprechend seinem offiziellen Bezeichnungssystem kombinierte das für die Flugzeugbeschaffung zuständige Technische Amt des RLM die Typnummer mit dem Kürzel des Herstellers BFW zu Bf 110. Der Konstrukteur Willy Messerschmitt als Anteilseigner der Herstellerfirma gab dem Typ jedoch die seinem Namen entsprechende Bezeichnung Me 110. Erst nachdem das RLM die Zusammenarbeit mit den Bayerischen Flugzeugwerken vorübergehend eingestellt hatte, übernahm Messerschmitt/BFW die vom Technischen Amt geforderte Bezeichnung Bf 110. Trotzdem wurde der Typ in der vom RLM herausgegebenen offiziellen Propaganda-Illustrierten Der Adler sowie in den vom RLM genehmigten (zum Beispiel für das NSFK bestimmten) Flugzeugerkennungsbüchern weiterhin Me 110 genannt. Auch in anderen Zeitschriften und im täglichen Sprachgebrauch der Luftwaffe war diese Bezeichnung üblich.
Da die Herstellerfirma zunächst die Bayerische Flugzeugwerke AG war, die 1938 dann in der Messerschmitt AG aufging, lautete die Bezeichnung des Technischen Amtes zunächst BFW Bf 110, dann – unter Beibehaltung des ursprünglichen Herstellerkürzels – Messerschmitt Bf 110.

## Einsatz

### Einsatz zu Kriegsbeginn
Aufgrund ihrer im Vergleich zu den feindlichen Flugzeugen starken Motorisierung und dem sich daraus ergebenden Geschwindigkeitsvorteil konnte sich die Bf 110 im Luftkrieg über Polen, Norwegen und Frankreich erfolgreich gegen die wendigeren aber weitgehend veralteten einmotorigen Jäger der gegnerischen Luftstreitkräfte behaupten. Spektakulär war ihr Erfolg am 18. Dezember 1939 beim Luftgefecht über der Deutschen Bucht gegen einen Verband von 22 britischen Vickers-Wellington-Bombern, bei dem die Jagdflieger des JG 77 fast die Hälfte der Bomber abschossen.
Aufgrund der deutschen Luftüberlegenheit kam die Bf 110 nicht nur als Jäger, sondern bereits frühzeitig als Aufklärer oder Schlachtflugzeug zum Einsatz.
Die anfängliche Einsatztaktik basierte darauf, in eine günstige höhere Position zu gelangen und – die starke Frontbewaffnung ausnutzend – von hinten kommend einen einmaligen Anflug auf das feindliche Flugzeug durchzuführen und hierbei den Abschuss zu erzielen. Misslang dies, so entzog sich die Bf 110 dem drohenden und für ein zweimotoriges Flugzeug nachteiligen Kurvenkampf durch Ausnutzung ihrer stärkeren Motorleistung. Um verstärkt in günstige Abschusspositionen zu kommen, praktizierten einige Bf-110-Verbände eine Einsatztaktik, bei der eine Bf 110 mit gedrosselten Motoren relativ niedrig, der Rest der Staffel deutlich höher flog. Drehte ein feindlicher Jäger auf das vermeintlich lahme Einzelflugzeug ein, griff der Rest der Staffel den Gegner von oben an.
Im Vergleich zur Bf 109 war die Bf 110 zu Kriegsbeginn ein leistungsstarkes Muster, denn die eingesetzte Bf 110 C wurde bereits von den leistungsstarken DB-601-Motoren mit Direkteinspritzung angetrieben, während die Bf 109 teilweise noch mit einem Jumo-210-Vergasermotor ausgestattet waren.

### Die Luftschlacht um England

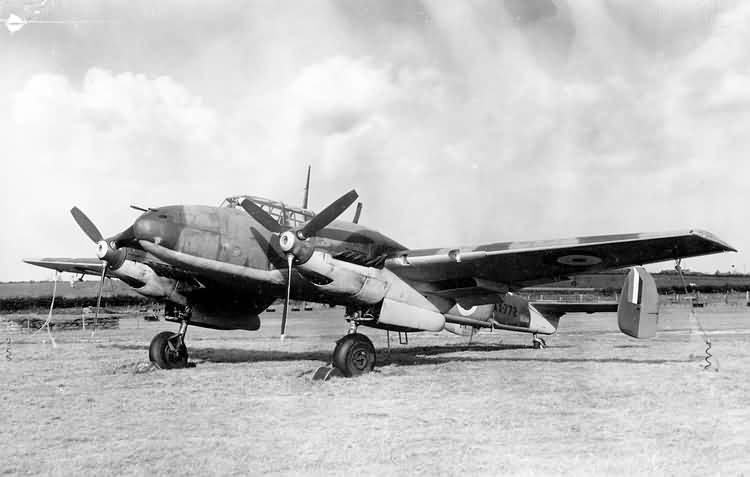
Eine von der RAF erbeutete Bf 110C-4 1941

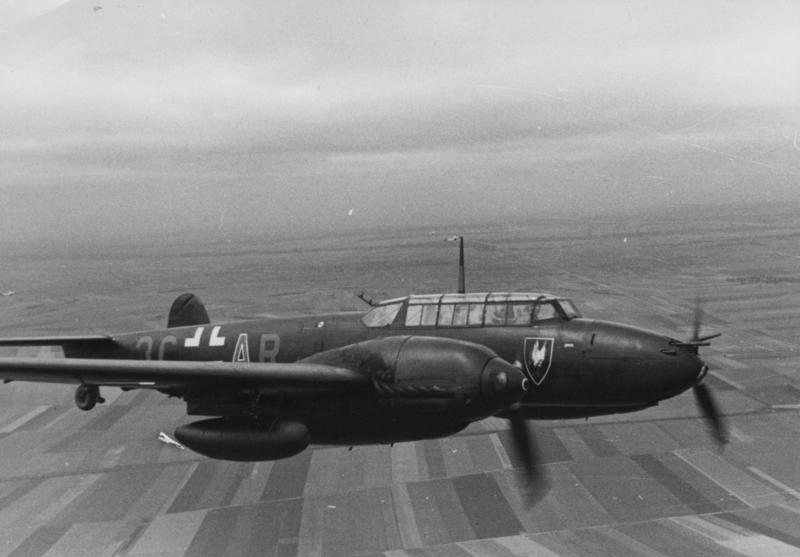
Me Bf 110 1942

Als Begleitjäger in der Luftschlacht um England bewährte sich die Bf 110 nicht. Obwohl ihre Reichweite im Gegensatz zur einmotorigen Bf 109 für ihren geplanten Haupteinsatzzweck ausreichend war, blieben ihre Flugleistungen inzwischen hinter denen der einmotorigen gegnerischen Jagdflugzeuge zurück. Besonders im Vergleich zur schnellen Spitfire waren die Flugleistungen der Bf 110 nicht ausreichend, abhängig von der Flughöhe war ihr auch die etwas langsamere Hurricane überlegen. Da sie als zweimotoriger schwerer Langstreckenjäger ausgelegt war, war die Wendigkeit der Bf 110 schlechter als die einmotoriger Flugzeuge. So konnte sie aus der defensiven Position, in die sie durch ihre unterlegene Leistung – aber auch durch die deutsche Taktik, Nahbegleitschutz für die Bomberformationen zu fliegen – gedrängt worden war, nicht erfolgreich kämpfen. Auch die aus einem einzelnen MG 15 bestehende – nach hinten wirkende – Abwehrbewaffnung konnte diese Nachteile nicht wettmachen.

### Einsatz als Jagdbomber

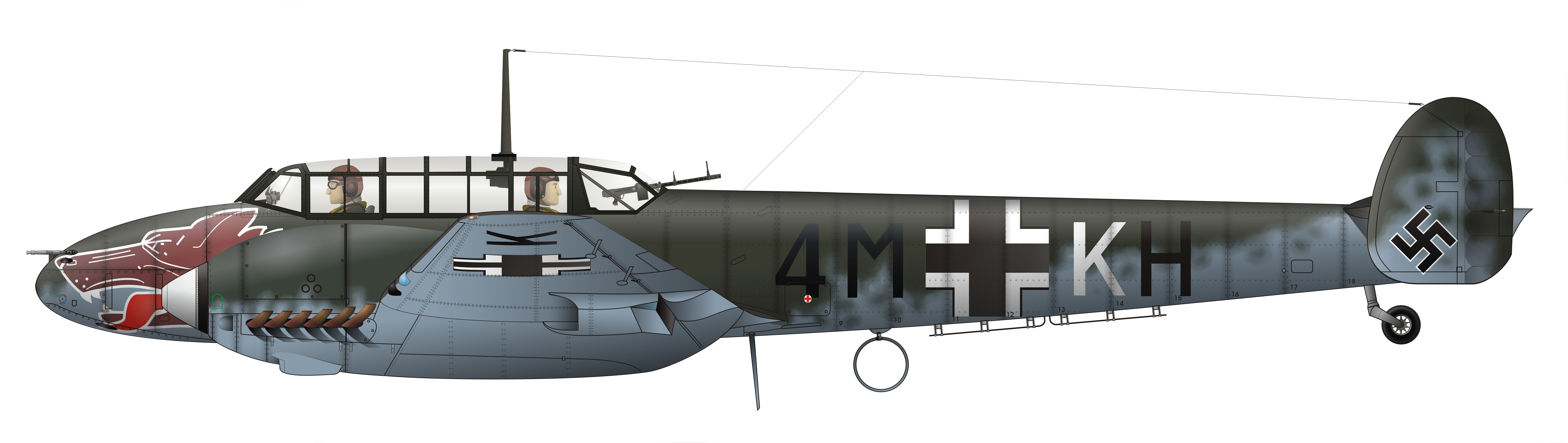
Messerschmitt Bf 110 E-1 der Zerstörer-Ergänzungsgruppe, Deblin-Irena (Polen), 1942

1941 wurde das Muster in großer Zahl im Mittelmeerraum und in der Sowjetunion vor allem als Jagdbomber und Erdkampfflugzeug eingesetzt. In Vorbereitung der Fertigung des Nachfolgemodells Me 210 wurde die Produktion nach einiger Zeit heruntergefahren; als jedoch die Produktion der Me 210 wegen deren Mängeln gestoppt wurde, stellten die für die Me 210 vorgesehenen Fertigungsstätten wieder die Bf 110 her.

### Einsatz als Nachtjäger

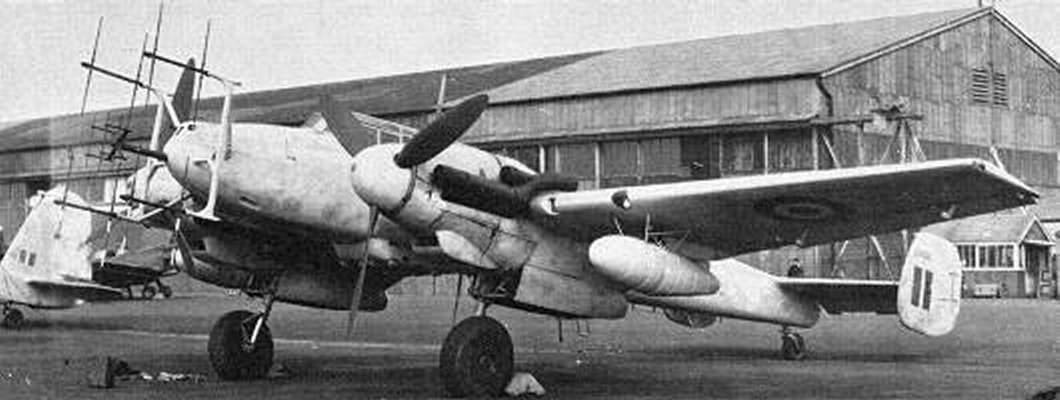
Beutemaschine Bf 110 G-4 mit RAF-Abzeichen, FuG 220/202; gut zu sehen sind die Flammvernichterrohre seitlich am Motor

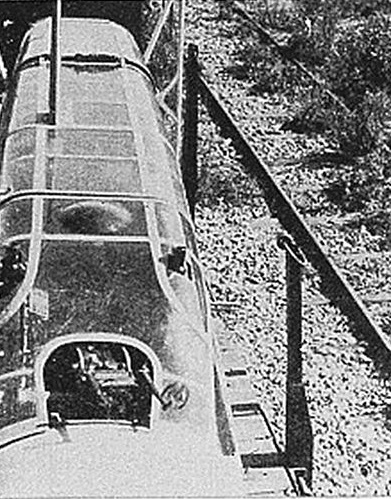
Blick auf den Heckgefechtsstand

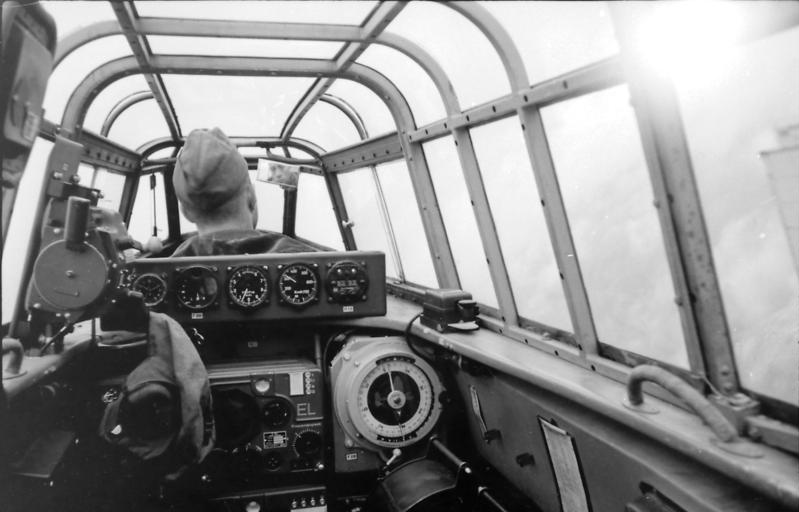
Blick vom Heckgefechtsstand zum Piloten

Bis zum Kriegsende war die Bf 110 neben der Ju 88 der Standardnachtjäger der deutschen Luftwaffe. Die normal ausgerüsteten Maschinen wurden von Mechanikern der Staffeln „nachtflugtauglich“ umgerüstet: unter anderem musste die Helligkeit der Instrumentenbeleuchtung stark reduziert werden, da diese für den Tageinsatz ausgelegt war und den Piloten bei Nacht blendete. Das Flugzeug war bei den Piloten wegen der hohen Reichweite, der enormen Feuerkraft der vier Bordkanonen im Bug, der langen Flugdauer von über 250 Minuten und der sehr guten Steigleistung bei guter Wendigkeit sehr beliebt. Die Nachtjägerversionen unterschieden sich vor allem durch den Einbau diverser Radaranlagen (FuG 202 „Lichtenstein“), die von einem speziell ausgebildeten Funker bedient wurden. Pilot und Funker wurden als „Paar“ ausgebildet und grundsätzlich nur zusammen eingesetzt. Der Funker führte über Anzeigen auf drei Bildröhren (später nur noch zwei) den Piloten mittels Ansage hinter den Bomber. Trotzdem konnte es sein, dass der Pilot in einer dunklen Neumondnacht den direkt vor ihm fliegenden, mattschwarz getarnten Bomber nicht sehen konnte. Dem Grundsatz „sechs Augen sehen mehr als vier“ zufolge wurde ein drittes Besatzungsmitglied eingeführt: Der 1. Wart (also der verantwortliche Flugzeugmechaniker) wurde hinter dem Piloten und vor dem Funker auf einem kleinen Behelfssitz mitgenommen und hatte somit auch persönlich höchstes Interesse, dass die Maschine technisch in bestem Zustand war. Er war durch nichts geblendet, suchte mit dem Piloten zusammen den Nachthimmel ab und war an den Erfolgen der Nachtjäger erheblich mitbeteiligt. Der Funker navigierte, hörte über Funk die Lage im Luftraum ab und gab mit Hilfe der Anzeigen auf seinen Bildröhren Steueranweisungen an den Piloten. Da die Nachtjäger bei ihren stundenlangen Flügen im Bomberstrom meist sehr weit von ihren Heimatbasen abkamen, war der mitgeflogene 1. Wart eine Hilfe beim Betanken und Aufmunitionieren für weitere Einsätze in der gleichen Nacht. Durch die später häufig eingebaute Schräge Musik hatte die Besatzung in der ursprünglich zweisitzigen Kabine sehr wenig Bewegungsraum, was ab der Bf 110 F-4 durch eine leichte Verlängerung der Kanzel verändert wurde.
Die vier großen VHF-Antennen des Lichtenstein-Bordradars reduzierten mit ihrem Luftwiderstand die Höchstgeschwindigkeit um zirka 50–80 km/h, was gegenüber den langsameren Bombern bei Nacht nicht so schwer wog wie gegen die schnellen einsitzigen Tagjäger der USAAF. Das SN-2-Bordradar ermöglichte es der Besatzung, einen in 3500 m oder höher fliegenden Bomber innerhalb eines etwa 60°-Erfassungskegels in der Höhe und zur Seite auf 6–8 km Entfernung zu orten. Unter 2500 m waren die Bodenechos meist zu stark.
Bei der Ausrüstung der Nachtjäger mit Flammvernichtern, welche die Blendwirkung der Auspuffflammen für den Piloten verhindern und das Flugzeug nachts besser vor der Entdeckung schützen sollten, traten anfangs Motorprobleme auf: Die ersten in der F-Serie verwendeten Flammvernichter verursachten einen hohen Abgasrückstau, der die Lebensdauer der Flugmotoren Daimler-Benz DB 601 F [3] auf etwa 20 Stunden reduzierte. Modifizierte Flammvernichter hoben die Lebensdauer auf etwa 60 Stunden an. Die wichtigste Nachtjägervariante, die Bf 110 G-4, wurde mit dem stärkeren DB 605 B [4] ausgerüstet. Bei dem Motortyp traten anfangs häufige Motorbrände auf, was 1943 zu einem Verbot der Nutzung der Maximalleistung führte. Wegen der kleinen Kabine der Bf 110 konnte weitere elektronische Ausrüstung wie das FuG 350 „Naxos“ oder das FuG 227 „Flensburg“ nicht mitgeführt werden.
Die 20-mm-Bordkanonen der „Schrägen Musik“ wurden mit Trommelmagazinen bestückt, die der Funker wechseln musste. Das obere Reflexvisier war zu Beginn noch zu schwach befestigt und konnte beim Einsteigen des Piloten in die enge Kabine unabsichtlich verstellt werden. Als diese Probleme behoben wurden, war aber die Wirkung für die britischen Bomber fatal: Ein kurzer, gut gezielter Feuerstoß der ungefähr 50–100 m tiefer fliegenden Bf 110 in die (beim Anflug noch vollen) Benzintanks zwischen Motor 3 und 4 der rechten Tragfläche (Zitat: Paul Zorner) „rasierte die rechte Fläche regelrecht ab“, so dass der Pilot des Nachtjägers sofort nach dem Feuerstoß sehr stark zur Seite ziehen musste, um nicht von Teilen des auseinanderbrechenden Bombers getroffen zu werden. Obwohl viele der deutschen Nachtjägerpiloten hofften, durch das Zielen in die rechte Tragfläche dem Bomberpiloten auf der linken Seite der Maschine die höchste Überlebenschance für einen Notabstieg und so der Besatzung eine mögliche Chance zum Absprung zu lassen, überlebten über 90 % der Bomberbesatzungen den Absturz in den sich zerlegenden Maschinen nicht.
Die „Schräge Musik“ wurde nur verwendet, wenn keine Bewölkung unter dem Bomber war. Die scharfe, dunkle Silhouette eines Nachtjägers unter dem Bomber wäre gegen das gleichmäßige Grau der Wolken gut erkennbar gewesen. Bei Bodensicht war jedoch das Tarnmuster der Jäger sehr effektiv. Bei dichten Wolken unter den Bombern zog man deshalb den „Heckangriff“ vor, also von hinten mit den nach vorn gerichteten Kanonen.
Das Mündungsfeuer der vier nach vorne gerichteten Maschinenkanonen im Bug blendeten den Piloten beim Auslösen so stark, dass dieser eine kurze Zeit nach dem Feuern nachtblind war. Es wurde daher auf extrem kurze Entfernungen von etwa 50–80 m geschossen und meist jede fünfte Patrone mit Leuchtspurmunition bestückt. So konnte der Pilot die Wirkung abschätzen und nachsteuern, falls dies notwendig war. Diese Erfahrung führte bei der Entwicklung der Heinkel He 219 – des ersten hauptsächlich für die Nachtjagd vorgesehenen deutschen Kampfflugzeugs – dazu, dass dessen vier Bordkanonen verdeckt unter dem Rumpf in eine Wanne eingebaut wurden, was die Blendwirkung erheblich reduzierte.
Bekannte Nachtjäger wie Schnaufer, Lent und Sayn-Wittgenstein erzielten mit der Bf 110 beachtliche Erfolge; manchen Besatzungen gelang es, in einer Nacht fünf oder mehr Abschüsse zu erzielen. Junge Nachtjägerbesatzungen mit weniger als zehn Abschüssen wurden von Februar 1943 bis Februar 1944 bei Tageinsätzen gegen einfliegende amerikanische Bomber eingesetzt. Sie hatten jedoch in ihren Bf 110 mit ihren bremsenden Antennenanlagen und der fehlenden Erfahrung in der Tagjagd gegen die schnellen Begleitjäger vom Typ P-51 Mustang und P-47 Thunderbolt wenig Chancen und wurden aus Sicht der Jägerpiloten regelrecht „verheizt“. Gegen Kriegsende (Juni 44 bis April 45) wurden Nachtjäger gelegentlich als Nachtschlachtflieger eingesetzt.

### Einsatz als Schleppflugzeug
Die Bf 110C wurde in Dreiergespannen auch als Schleppflugzeug für die Me 321 „Gigant“ eingesetzt. Dieses Troika-Verfahren barg erhebliche Gefahren in der Startphase: Ein Triebwerksausfall bei einem der Schleppflugzeuge oder der Ausfall der Starthilfsraketen des Gleiters in der Startphase konnten zum Absturz des kompletten Gespanns führen. Ein solcher Absturz einer mit Soldaten vollbesetzten Me 321 gilt als der an Menschenopfern schlimmste Flugunfall der Luftfahrtgeschichte bis Kriegsende. Um diesen Problemen aus dem Weg zu gehen, wurde später die He 111 Z „Zwilling“ als einzelnes fünfmotoriges Schleppflugzeug konstruiert. Einige Bf 110 dienten auch während der Erprobung und für Ausbildungszwecke beim Erprobungskommando 16 und JG 400 zum Schleppen des Raketenflugzeugs Messerschmitt Me 163.

### „Englandflug“ von Rudolf Heß

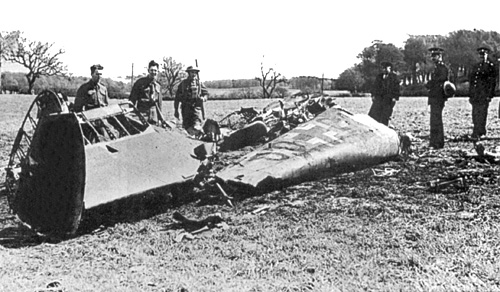
Das Wrack von Heß’ Messerschmitt Bf 110 E-1/N

Auf seinem Flug nach Schottland (trotz des irreführenden Begriffs „Englandflug“) am 10. Mai 1941 benutzte Rudolf Heß eine Bf 110 E-1/N (Werk-Nr.: 3869). Teile dieses Flugzeugs sind im Imperial War Museum (London) und im National Museum of Flight in East Lothian ausgestellt.

## Bewertung
Die Bf 110 war die deutsche Antwort auf die Luftkriegsdoktrin Frankreichs und Großbritanniens, die ebenfalls universelle Kampfflugzeuge entwickelten (Amiot 143, Potez 63, Breguet 693). Basierend auf den Erfahrungen aus den Kolonialkriegen Frankreichs und Großbritanniens sollte dieser universelle Flugzeugtyp als Jagdflugzeug mit größerer Reichweite die eigenen Bomber decken und gegnerische abfangen können, aber auch als Aufklärer, Sturzkampfbomber und Tiefangriffsflugzeug zum Einsatz kommen. 
Als Zerstörer konzipiert, erfüllte die Bf 110 nicht alle Erwartungen, die an einen solchen Mehrzwecktyp gestellt worden waren. Es sollte sich zeigen, dass diese Flugzeugklasse keine der vorgesehenen Aufgaben tatsächlich effektiv erfüllen konnte. Insbesondere als schwerer Langstreckenjäger war die Bf 110 ein Fehlschlag, da der vorhandene Heckschütze und starke Vorwärtsbewaffnung die mangelnde Wendigkeit nicht ausgleichen konnten und das Flugzeug im klassischen Kurvenkampf, gleich anderen zweimotorigen Jägern wie die P-38 und Ki-45, den wendigeren einmotorigen Kurzstreckenjägern deutlich unterlegen war.
Der bekannte britische Testpilot Eric  Melrose Brown bescheinigte der Bf 110 hervorragende Flugeigenschaften, im Gegensatz zur einmotorigen Bf 109, deren Ruderabstimmung und Start- und Landeeigenschaften er stark bemängelte.
In der ursprünglich nicht vorgesehenen Rolle des Nachtjägers, die sich erst durch die Entwicklung von Bordradars ergab, war die Bf 110 sogar sehr erfolgreich und bildete zusammen mit der Ju 88 das Rückgrat der Nachtjagdverbände bis Kriegsende. Da die von Messerschmitt entwickelten Nachfolgetypen (Me 210 und Me 410) auf den Tageinsatz als Zerstörer und sturzkampffähiger Schnellbomber ausgelegt waren, eigneten sie sich nicht als Ersatz für die Bf 110 in der Rolle des Nachtjägers. Me 410 sowie andere Nachtjagd-Muster wie Ta 154 und He 219 wurden 1944 vom Rüstungsstab gestrichen, so dass die Bf 110 bis Anfang 1945 in der Produktion blieb.

## Produktion
Die Fertigung der Bf 110 erfolgte weitgehend durch Lizenznehmer, wobei die Gothaer Waggonfabrik (GWF) und die von der MIAG ausgelagerten Luther-Werke Braunschweig (LWB) den größten Teil der Produktion übernahmen. Messerschmitt Augsburg (MttA) war nur bis Juni 1941 am Bau beteiligt und stellte dann auf die Fertigung der Me 210 um. Bei den frühen Versionen beteiligte sich noch Focke-Wulf (FW) an der Lizenzproduktion.
Der Serienbau der Bf 110 lief Anfang 1939 an. Bis zum Kriegsbeginn konnten nur 118 Flugzeuge ausgeliefert werden, so dass beim Beginn des Zweiten Weltkriegs am 1. September 1939 nur drei Zerstörergruppen mit diesem Flugzeug ausgerüstet waren. Im Sommer 1941 schlug Willy Messerschmitt eine Variante mit dem neuen Motor DB 605 vor. Bereits im 2. Halbjahr 1941 sollte jedoch die Produktion zugunsten der Me 210 auslaufen und so legte das RLM diesen Vorschlag zu den Akten. Nach dem Fehlschlag mit der Me 210 wurde diese Konstruktion im Januar 1942 jedoch wieder aufgegriffen. Zunächst waren drei Versionen geplant: die Bf 110 G-1 als Jagdbomber, Die Bf 110 G-2 als Zerstörer und die Bf 110 G-3 als Aufklärer. Dies entsprach auch der Einteilung in der F-Serie. Die letzten 17 Flugzeuge wurden im Februar 1945 abgeliefert. Etwa 2800 Flugzeuge wurden als Zerstörer gebaut, wobei ein Teil der Flugzeuge auch als Nachtjäger eingesetzt wurde. Etwa 2500 Nachtjäger F-4 und G-4 wurden neben etwa 600 Aufklärern (mit 3-Mann-Besatzung) gebaut. Mindestens 278 Flugzeuge aus den Baureihen C bis E wurden zu Schlachtflugzeugen mit Panzerung umgebaut.
Insgesamt lassen sich 5926 gebaute Flugzeuge nachweisen, wozu noch Prototypen sowie eventuelle Nullserien gerechnet werden müssen. Als Einzellieferungen finden sich in den Unterlagen des Bundesarchivs 5816 Flugzeuge, wobei die Differenz zur vorgenannten Zahl durch Zerstörungen nach BAL-Abnahme (Bauaufsichten der Luftwaffe) zu erklären sind.
Bauzahlen der Bf 110 bis 28. Februar 1945:
| Version | MttA | GWF  | FW  | MIAG | LWB  | GWF und LWB | Summe | Bemerkung  |
| ------- | ---- | ---- | --- | ---- | ---- | ----------- | ----- | ---------- |
| B       | 26   | 62   |     |      |      |             | 88    |            |
| C-1     | 102  | 38   | 15  | 40   |      |             | 195   |            |
| C-2     | 134  | 95   | 53  | 76   |      |             | 358   |            |
| C-2B    |      |      |     | 1    |      |             | 1     |            |
| C-4     |      | 46   | 55  | 54   |      |             | 155   |            |
| C-5     |      | 100  |     |      |      |             | 100   | Aufklärer  |
| C-6     |      | 12   |     |      |      |             | 12    |            |
| C-7     |      | 4    |     | 35   |      |             | 39    |            |
| D-0     | 83   |      |     |      |      |             | 83    |            |
| D-1     |      |      | 21  |      |      |             | 21    |            |
| D-2     | 52   |      |     |      |      |             | 52    |            |
| D-2N    | 21   |      |     |      |      |             | 21    |            |
| D-3     | 6    |      | 181 | 66   |      |             | 253   |            |
| D-4     | 6    |      |     |      |      |             | 6     | Aufklärer  |
| E-1     | 320  |      |     |      |      |             | 320   |            |
| E-2     | 46   | 57   | 20  |      | 212  |             | 335   |            |
| E-3     |      | 224  |     |      |      |             | 224   | Aufklärer  |
| F-2tp   |      | 4    |     |      | 165  |             | 169   |            |
| F-3     |      |      |     |      | 50   |             | 50    | Aufklärer  |
| F-4     |      | 283  |     |      |      |             | 283   | Nachtjäger |
| G-0     |      |      |     |      | 32   |             | 32    |            |
| G-2tp   |      | 86   |     |      | 424  |             | 510   |            |
| G-2/R1  |      |      |     |      | 32   |             | 32    |            |
| G-2/R2  |      |      |     |      | 8    |             | 8     |            |
| G-2/R3  |      | 20   |     |      | 60   |             | 80    |            |
| G-2/R5  |      |      |     |      | 16   |             | 16    |            |
| G-2/R6  |      | 63   |     |      | 33   |             | 96    |            |
| G-3     |      | 179  |     |      |      |             | 179   | Aufklärer  |
| G-4     |      | 439  |     |      | 240  |             | 679   | Nachtjäger |
| G-4/U7  |      | 60   |     |      |      |             | 60    | Nachtjäger |
| G-4/R3  |      | 278  |     |      | 129  |             | 407   | Nachtjäger |
| G-4/R6  |      | 342  |     |      |      |             | 342   | Nachtjäger |
| G-4/R7  |      | 100  |     |      | 162  |             | 262   | Nachtjäger |
| G-4/R8  |      | 252  |     |      | 189  | 17          | 458   | Nachtjäger |
| Summe   | 796  | 2744 | 345 | 272  | 1752 | 17          | 5926  |            |

## Technische Daten

Messerschmitt Bf 110 C

### Bf 110 C-4 (1940/1941)
- Einsatzzweck: Zerstörer/Langstreckenbegleitjäger
- Besatzung: 2
- Spannweite: 16,29 m
- Länge: 12,11 m
- Höhe: 3,51 m
- Tragfläche: 38,36 m²
- Tragflächenbelastung: 176 kg/m²
- Motoren: zwei Daimler-Benz DB 601 B-1 [1] mit je 1020 PS in 4500 m Höhe, Startleistung 990 PS
- Flugmasse: 6750 kg
- Höchstgeschwindigkeit: 560 km/h
- Gipfelhöhe: 10.000 m
- Steigfähigkeit: ca. 11 m/s
- Reichweite: 1300 km
- Bewaffnung: vier 7,92-mm-MG 17 und zwei 20-mm-MG FF/M in der Nase, ein bewegliches 7,92-mm-MG 15 im Kanzelheck

### Bf 110 G-2 (ab 1943)
- Einsatzzweck: Zerstörer/Jagdbomber
- Besatzung: 2
- Spannweite: 16,25 m
- Länge: 12,1 m
- Höhe: 3,5 m
- Motoren: zwei Daimler-Benz DB 605 B-1 mit je 1475 PS Startleistung
- Höchstgeschwindigkeit (unbewaffnet in 7000 m Höhe): 633 km/h
- Bewaffnung:
  - typisch: zwei 30-mm-MK 108 im Rumpfbug oben, darunter zwei 20-mm-MG 151/20, ein bewegliches 7,92-mm-Zwillings-MG MG 81 Z im Kanzelheck
  - optional: unter dem Rumpf zwei weitere MG 151, Träger für zwei Bomben je 500 kg oder eine 3,7-cm-Bordkanone BK 3,7 (dabei Wegfall der beiden unteren MG 151); unter den Tragflächen zwei Zusatztanks, vier Startrohre für 21-cm-Luft-Luft-Raketen oder zwei Träger für Bomben bis 250 kg bzw. Spezialmunition

### Bf 110 G-4 (1943–1945)
- Einsatzzweck: Nachtjäger
- Besatzung: 3
- Spannweite: 16,29 m
- Länge: 12,68 m
- Höhe: 3,98 m
- Tragfläche: 38,36 m²
- Tragflächenbelastung: 244 kg/m²

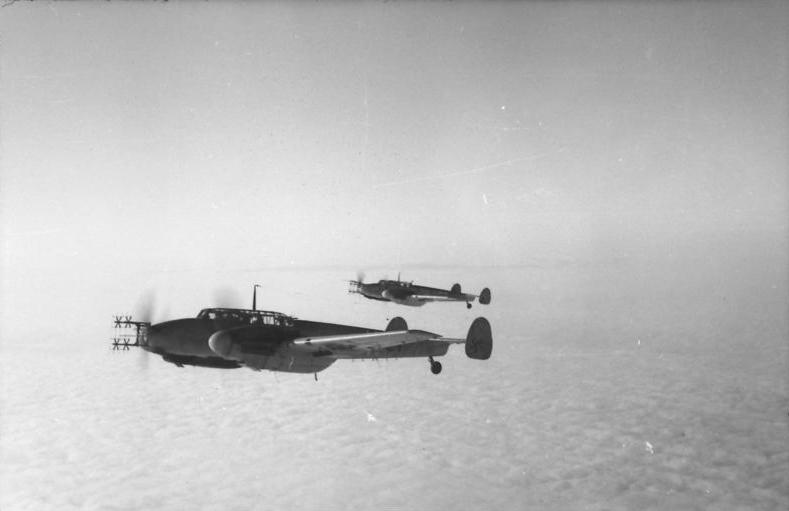
Messerschmitt Bf 110 G-4 mit Radarantennen „Hirschgeweih“ 1942 im Flug

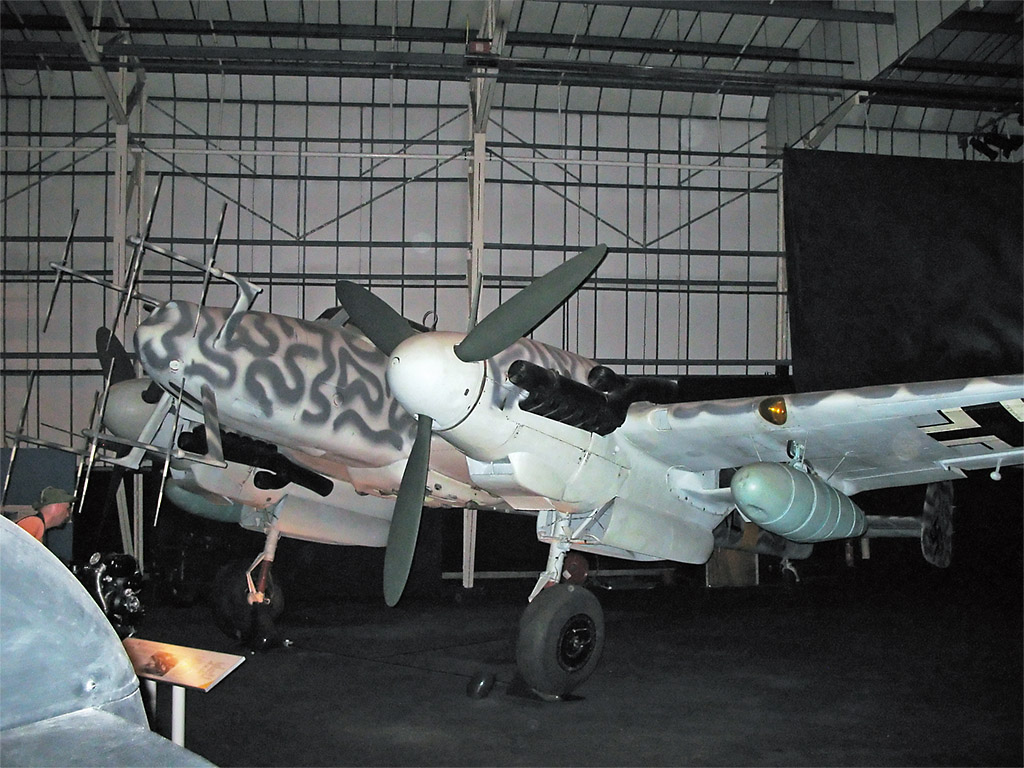
Messerschmitt Bf 110 G-4/R6 mit Geschwaderkennung 5D+?? des Nachtjagdgeschwaders 3 im RAF-Museum

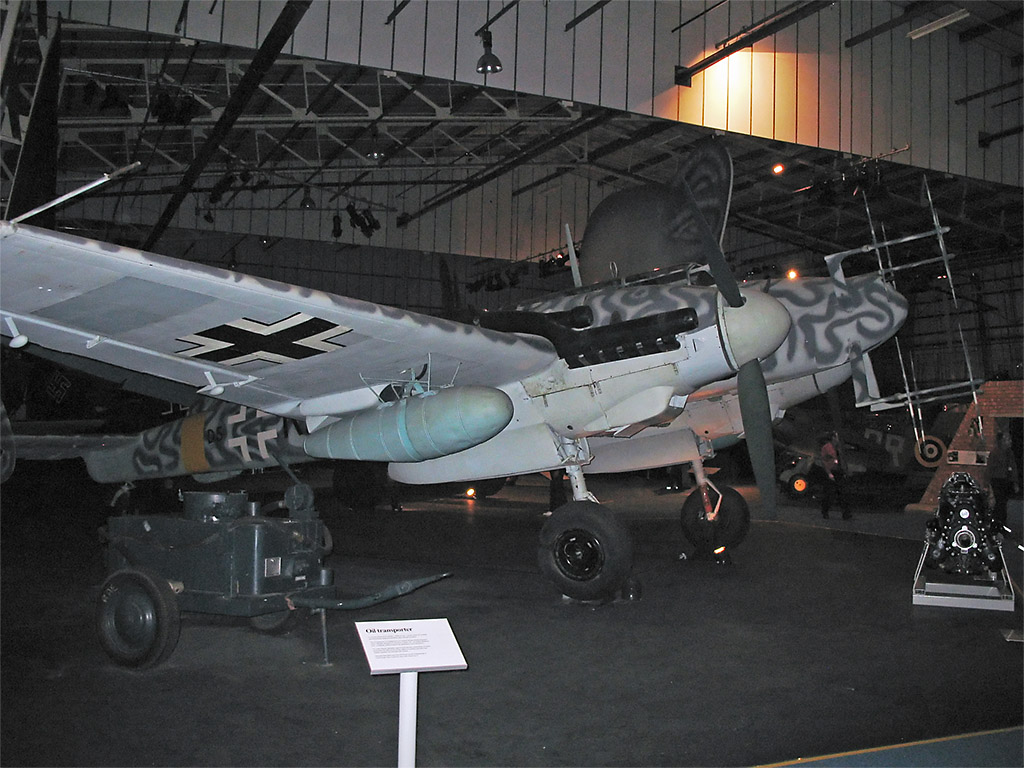
Messerschmitt Bf 110 G-4/R6 im RAF-Museum

- Triebwerk: zwei Daimler-Benz DB 605 B [4] mit je 1475 PS Startleistung
- Flugmasse: 9800 kg
- Höchstgeschwindigkeit: 585 km/h (mit Radar ca. 550 km/h)
- Gipfelhöhe: 8000 m
- Steigfähigkeit: ca. 11 m/s
- Reichweite: 850 km (ohne die beiden 300-Liter-Zusatztanks)
- Bewaffnung:
  - vier 7,92-mm-MG 17 und zwei 20-mm-MG 151/20 in der Nase, ein bewegliches 7,92-mm-Zwillings-MG MG 81 Z im Kanzelheck
  - optional Waffenbehälter WB 151Z unter dem Rumpf mit zwei zusätzlichen 20-mm-MG 151/20
  - optional Ersatz der vier oben in der Nase liegenden MG 17 durch zwei 30-mm-Kanonen MK 108
  - optional (Serie ab Herbst 1944) Einbau von zwei MG FF/M im hinteren Cockpit vor dem Bordschützen als „Schräge Musik“
  - typische Bewaffnung 1944: vier MG 17 und zwei MG 151/20 in der Nase, zwei MG FF/M als Schräge „Musik“ und das nach hinten gerichtete MG 81 Z
- Radar (aktiv):
  - frühe Versionen ohne Radar
  - FuG 202 Lichtenstein B/C (ab Ende 1942)
  - FuG 220 Lichtenstein SN-2 mit FuG 202 für den Nahbereich (ab Ende 1943); FuG 220 alleine ab etwa Mitte 1944

### Andere Versionen
- Bf 110 A-Serie

Bf 110 A-0 – Vorserie, vier bekannte Maschinen mit Junkers-Jumo-210-Triebwerken
- Bf 110 B-Serie – erste Serienversion, Jumo-210-Triebwerken mit 680 bis 730 PS

Bf 110 B-1 – Zerstörer, vier 7,92-mm-MG 17 (oben) und zwei 20-mm-MG FF (unten) in der Nase, MG 15 als Heckbewaffnung
Bf 110 B-2 – Aufklärer, Ersatz der MG FF durch Kameras
Bf 110 B-3 – Schulmaschine, nur mit MG 17 bewaffnet, Umrüstung von B-1 und B-2
- Bf 110 C-Serie – erste Großserienversion, DB-601-Triebwerke; vier MG 17 und zwei MG FF frontal, ein MG 15 als Heckbewaffnung

Bf 110 C-1 – Zerstörer, DB-601-B-1-Triebwerke mit 1100 PS
Bf 110 C-2 – Zerstörer, C-1 mit neuerem FuG-10-Funkgerät
Bf 110 C-3 – Zerstörer, wie C-2 aber MG FF durch MG FF/M ersetzt
Bf 110 C-4 – Zerstörer, verbesserter Panzerschutz für die Besatzung; MG FF/M
Bf 110 C-4/B – Jagdbomber, wie C-4 aber Bombenträger für zwei 250-kg-Bomben; DB-601-Ba-Triebwerke mit 1175 PS
Bf 110 C-5 – Aufklärer, wie C-4 aber Ersatz der MG FF durch RB-50/30-Kameras, DB-601-P-Triebwerke mit 1175 PS
Bf 110 C-6 – Bodenangriffsflugzeug für Angriffe auf Boden- oder Schiffsziele, 30-mm-MG/MK 101 unter dem Rumpf, DB 601 P, nur wenige Exemplare
Bf 110 C-7 – Jagdbomber, C-4/B nach Umrüstung auf Motoren vom Typ DB 601 P [2], verstärktes Fahrwerk, zwei 500-kg-Bomben
- Bf 110 D-Serie – Zerstörer/Jagdbomber für extreme Reichweiten basierend auf der C-Serie, Ausrüstung für Zusatztanks, verstärktes Fahrwerk, sehr oft in Norwegen eingesetzt

Bf 110 D-0 – Prototypen aus C-3-Flugzeugzellen, Serienbau mit 1200-l-Zusatztank, „Dackelbauch“ unter dem Rumpf
Bf 110 D-1 – Zerstörer, wie D-0 aber Serienproduktion ohne Dackelbauch
Bf 110 D-1/R1 – Zerstörer, Zurüstung von Dackelbauch, zwei 900 l fassende abwerfbare Zusatztanks möglich
Bf 110 D-1/R2 – Zerstörer, kein Dackelbauch, zwei abwerfbare Zusatztanks mit je 900 l und ein abwerfbarer Schmierstoffbehälter mit 85 l
Bf 110 D-2 – Jagdbomber, zwei 500-kg-Bomben und zwei 300 l fassende abwerfbare Zusatztanks, DB-601-P-Triebwerke
Bf 110 D-3 – Jagdbomber, wie D-2, aber Rumpf verlängert für Rettungsboot
- Bf 110 E-Serie – verbesserte C-Serie, Flugzeugzelle und Fahrwerk verstärkt für größere Bombenlast; Bewaffnung wie C-Serie, abwerfbare Zusatztanks möglich

Bf 110 E-1 – Jagdbomber, zwei 500-kg-Bomben unter dem Rumpf, vier 50-kg-Bomben unter den Tragflächen, DB-601-P-Triebwerke
Bf 110 E-2 – Jagdbomber, wie E-1 aber verlängerter Rumpf für Rettungsboot
Bf 110 E-3 – Langstreckenaufklärer, Ersatz der MG FF/M in der unteren Nase durch Rb 50/30 Kamera; Zusatztanks möglich
- Bf 110 F-Serie – verbesserte E-Serie, bessere Panzerung, zwei 300-l-Zusatztanks Standardoption, DB 601 F [3] mit 1350 PS

Bf 110 F-1 – Jagdbomber
Bf 110 F-2 – Zerstörer, oft zur Bekämpfung schwerer Bomber genutzt
Bf 110 F-3 – Langstreckenaufklärer, Ersatz der MG FF/M in der unteren Nase durch Rb 50/30 Kamera
Bf 110 F-4 – Nachtjäger, speziell für den Einsatz mit drei Mann Besatzung entworfen; Seitenruder mit größerer Fläche
- Bf 110 G-Serie – verbesserte F-Serie; DB 605 B-1 [4] mit 1475 PS; Ersatz der MG FF/M durch MG 151/20

Bf 110 G-0 – Zerstörer, Vorserienbau noch mit MG 15 im Heckstand
Bf 110 G-2 – Zerstörer, Jagdbomber oder Schnellbomber, variable Waffenausstattung, bis zu 1200 kg Bomben, 7,92-mm-MG 81Z im Heckstand
Bf 110 G-3 – Aufklärer, Ersatz der MG 151/20 in der unteren Nase durch Rb 50/30 Kamera
Bf 110 G-4 – Nachtjäger, wie F-4 aber stärkere Motoren, teils mit zwei MG FF/M als Schräge Musik
- Bf 110 H-Serie – projektierte Version, wie G-Serie aber mit stärkeren Motoren; gestrichen, mindestens ein Versuchsmuster bei einem Luftangriff auf Gotha am 24. Februar 1944 zerstört[6]
- [1] Der DB 601 B-1 war eine Abwandlung des DB 601 A-1 mit geänderter Propelleruntersetzung, die nur für eine Minute zugelassene Maximalleistung betrug 1100 PS, die normale Startleistung 990 PS. Alternativ wurde auch der 1045 PS (maximal 1175 PS) leistende DB 601 Ba verwendet (Abwandlung des DB 601 Aa mit geänderter Propelleruntersetzung).
- [2] Der DB 601 P war eine Abwandlung des DB 601 N mit geänderter Propelleruntersetzung. Startleistung 1020 (später 1175) PS
- [3] Der DB 601 F war eine Abwandlung des DB 601 E mit geänderter Propelleruntersetzung. Startleistung 1350 PS (bis Ende 1941/Anfang 1942 auf ca. 1200 PS limitiert)
- [4] Der DB 605 B war eine Abwandlung des DB 605 A mit geänderter Propelleruntersetzung. Startleistung 1475 PS (bis Mitte 1943 auf 1310 PS limitiert)

## Erhaltene Flugzeuge
Es gibt noch zwei erhaltene Flugzeuge. Seit 2005 ist ein Flugzeug im Deutschen Technikmuseum in Berlin ausgestellt.
Ein weiteres Flugzeug befindet sich im Royal Air Force Museum in London.